# Schwesternschaft vom Heiligen Kreuz
Die Schwesternschaft vom Heiligen Kreuz, (lat. Societas Sororum a Sancta Cruce), auch Schwesternschaft vom Heiligen Kreuz im Werk der Heiligen Engel, dort kurz Kreuzschwestern genannt, ist ein 1966 in Österreich entstandener katholischer Frauenorden innerhalb des Engelwerkes. Dort bildet er den weiblichen Zweig des Kreuzordens, dessen männlicher Zweig die 1979 restaurierten Regularkanoniker vom Heiligen Kreuz sind.

## Selbstdarstellung
Die Ordensregel der Schwesternschaft wurde von Engelwerk-Gründerin Gabriele Bitterlich verfasst. Nach eigenen Angaben sollen die Liebe zur Anbetung, die Hilfe für die Priester durch ein verborgenes Dienen im Gebet und in der Tat (unabhängig von der übernommenen Aufgabe), die Liebe zum heiligen Kreuz im konkreten Alltag der Nachfolge Christi, eine innige Liebe zu Maria und zu den heiligen Engeln sowie der Einsatz für das Reich Gottes gemeinsam mit ihnen Wesensmerkmale der Gemeinschaft und ihrer Mitglieder sein. Sie bezeichnet sich seit dem 25. April 2018 als Institut päpstlichen Rechts.

## Geschichte
1966 ließ sich die erste Schwesterngemeinschaft des 1949 gegründeten Engelwerkes in Scheffau am Wilden Kaiser nieder. Sie erhielt ihre kirchliche Anerkennung am 26. Juni 1967 durch die Erzdiözese Salzburg. Am 20. April 1973 wurde die Gemeinschaft auch im Erzbistum Aparecida in Brasilien errichtet. 1990 gab eine 1989 dispensierte Nonne der Niederlassung in Anápolis (Brasilien), noch in psychiatrischer Behandlung, der Journalistin Margit Pieber ein kritisches Interview über die Gemeinschaft. Das Engelwerk bezeichnete den Bericht als teilweise falsch.
2002 wurde die Gemeinschaft in der Diözese Innsbruck von Bischof Alois Kothgasser als Institutum Sororum a Sancta Cruce kanonisch errichtet und dem Männerorden der Regularkanoniker vom Heiligen Kreuz innerhalb des Engelwerkes aggregiert. Generaloberin wurde Patricia Schmidt (Stand 2009). Sitz der Schwesternschaft in der Diözese ist die Burg St. Petersberg in Silz (Tirol). Das Engelwerk einschließlich der Schwesternschaft wurde 2008 von Papst Benedikt XVI. anerkannt, wie 2010 bekannt wurde. Die Entscheidung des Papstes wurde teilweise scharf kritisiert.

## Niederlassungen
Die Schwesterngemeinschaft führt neben den beiden Niederlassungen in Österreich, dem Mutterhaus in Silz (Tirol) und dem „Haus der Anbetung“ in Scheffau am Wilden Kaiser, noch Adressen in Schondorf am Ammersee (Bayern, Deutschland) und Flüeli-Ranft (Kanton Obwalden, Schweiz) an. Außerhalb des deutschen Sprachraums wurden Klöster in Italien, Brasilien, Mexiko, Portugal, Indien und auf den Philippinen sowie in Carrollton (Ohio), USA, genannt (Stand 2022). Die von Pfarrer Eduard Perrone in Detroit (USA) aufgenommene Niederlassung existiert seit 2015 nicht mehr.

## Personen
- Richard Pühringer CPPS (* 1953), Seelsorger der Schwesternschaft 2002[15]
- Patricia Schmidt, Generaloberin seit 2006[16][8]
- Maria Benigna (* 1965, bürgerlich Maria Viktoria Schlag), Generaloberin seit 2018[16][6]
- Maria Genofeva, Superiorin in Carrollton, Stand Juni 2022[13]